# Buch (Wanzleben-Börde)

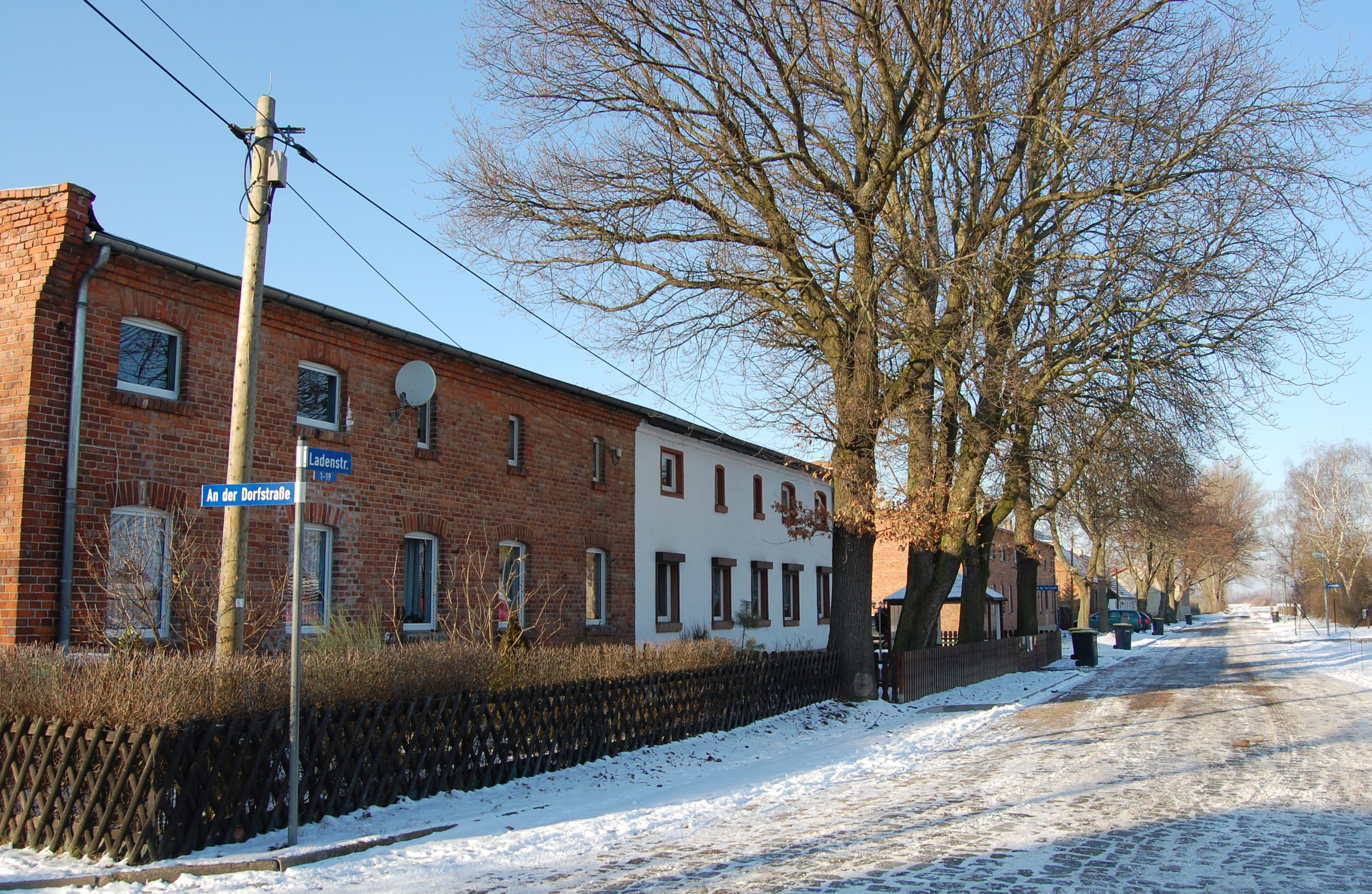
Buch

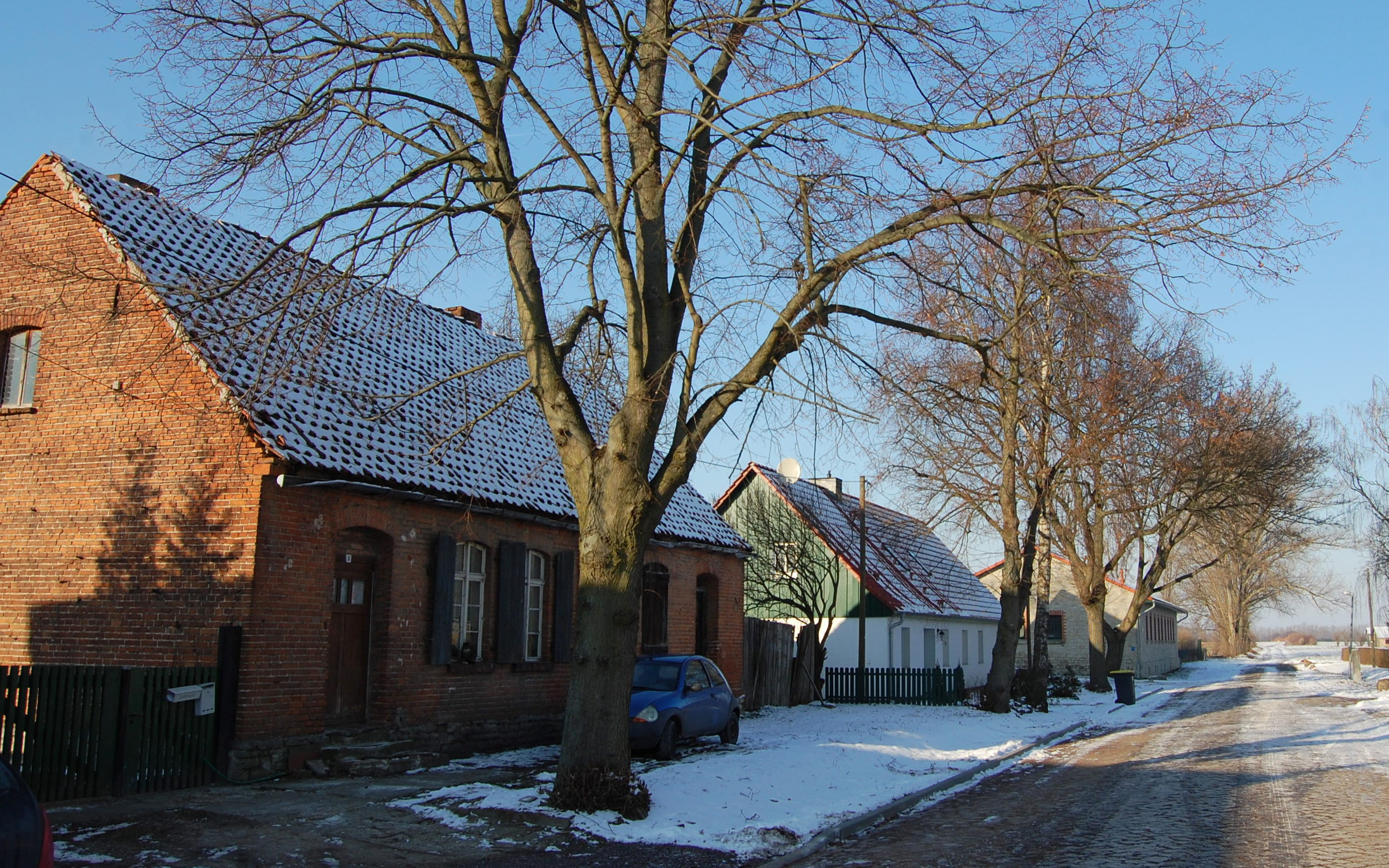
Ladenstraße in Richtung Fauler See

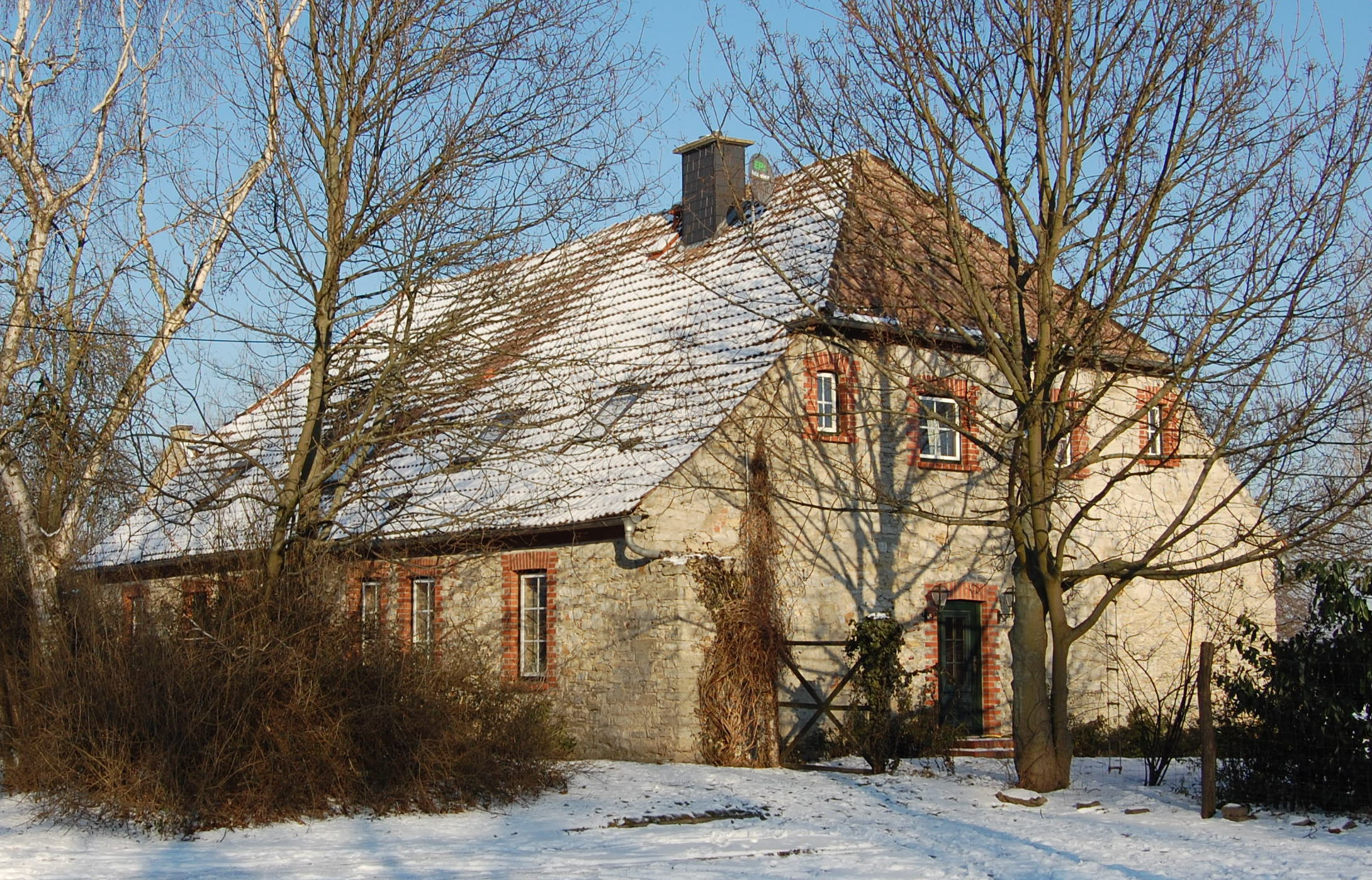
Ehemaliges Inspektorenhaus

Buch ist ein zur Stadt Wanzleben-Börde im Landkreis Börde in Sachsen-Anhalt gehörender Ort.

## Lage
Der 87 Einwohner (Stand 2005) zählende Ort liegt etwa zwei Kilometer südöstlich von Wanzleben in der Magdeburger Börde. Buch besteht im Wesentlichen aus zwei Straßen. Die Ladenstraße führt aus Richtung Wanzleben zum Gebiet des heute nicht mehr bestehenden Faulen Sees nördlich von Buch. Als zweite Straße ist die An der Dorfstraße zu nennen, die von Wanzleben in Richtung Langenweddingen führt.

## Geschichte

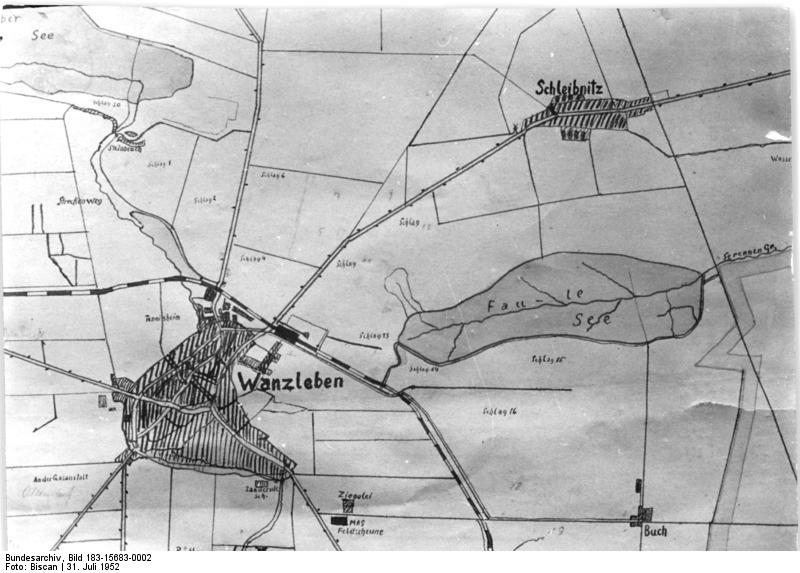
Fauler See nördlich von Buch

Buch wurde 1789 als Vorwerk gegründet und trug zunächst den Namen Am Seekrug. Der Name nahm Bezug auf den damals in der Nähe befindlichen Gasthof Seekrug, der seinem Namen dem ehemaligen Faulen See verdankte. Kurze Zeit später nannte man das Vorwerk Brelitz nach einer in der Nähe angenommenen Wüstung Brelitz. Das Vorwerk gehörte zur Domäne Wanzleben.
Als Baumaterial für das so bezeichnete Vorwerk dienten unter anderem die Trümmer des baufälligen Haus des Fischmeisters in Broilitz. Amtsrat Kühne beschwerte sich mit Schreiben vom 26. März 1795 über den langsamen Abbruch des Hauses, dessen Material benötigt wurde. Mit Schreiben vom 31. März 1795 wurde Amtsrat Kühne und Landrat Steinecker mitgeteilt, dass das 2.te Wanzlebische Vorwerk, so unweit des Seekruges gelegen, den Namen Buch von uns erhalten hat. Der Hintergrund dieses bis heute gebräuchlichen Namens ist unklar. Es wurde spekuliert, dass der Name sich auf einen Minister von Buch bezieht. Eine andere Vermutung geht dahin, dass der Name von Minister Otto von Voß stammt, der Besitzer von Orten des Namens Buch im brandenburgischen war.
Das Vorwerk bestand aus einem in sich geschlossenen Wirtschaftshof mit Inspektoren-Wohnhaus, Scheunen und Ställen für Pferde, Ochsen und Schafe. Die bewirtschaftete Fläche umfasste 192,3 Hektar (25 Hufen). 1808 zählte Buch 41 Einwohner. Die Zahl stagnierte zunächst, stieg dann bis 1861 jedoch auf 92 Menschen an.
Bereits vor 1882 bestand in Buch eine evangelische Schule. 1883 wurde dann am Ortseingang von Wanzleben her ein Schulgebäude mitsamt Schulgarten gebaut. Hier gingen auch die Kinder aus Blumenberg zur Schule. Die Unterhaltung der Schule oblag der Domäne über den dafür gebildeten Gesamtschulverbandes Buch/Blumenberg. 1895 wurde das Vorwerk an das Telefonnetz angeschlossen. Am Weg zum Faulen See bestand eine Feldscheune. 1924 wurde eine Familie aus dem westpreußischen Kensau in Buch angesiedelt. 1929 wurde der Gutsbezirk zu dem Buch gehörte aufgelöst, Buch wurde Ortsteil von Wanzleben. Durch die Eingemeindung nach Wanzleben wurde die Schule geschlossen. Buch zählte zu diesem Zeitpunkt 92 Einwohner, hinzukamen 52 Saisonkräfte aus Polen.

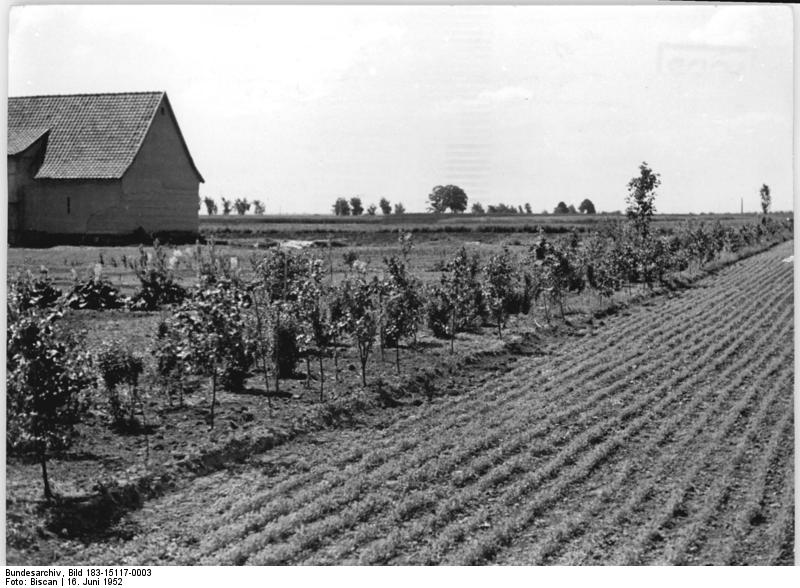
Anlegung von Windschutzstreifen, 1952

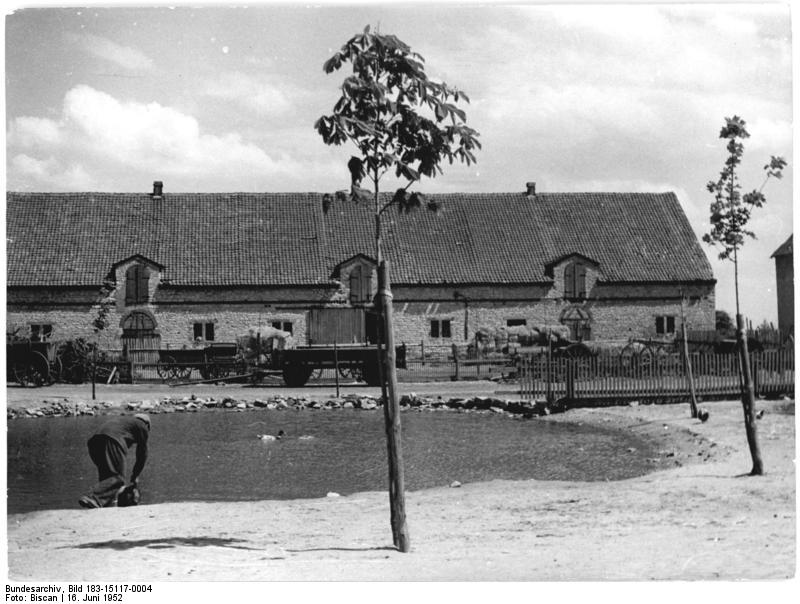
Blick über den ehemaligen Dorfteich, 1952

In der Zeit der nationalsozialistischen Gewaltherrschaft wurde 1941 ein polnischer Fremdarbeiter in Buch hingerichtet. Er war im Juni 1940 bei sexuellen Handlungen mit einer deutschen Frau überrascht und angezeigt wurden. Seine Partnerin wurde zu drei Jahren Zuchthaus verurteilt. Nach dem Ende der nationalsozialistischen Gewaltherrschaft folgte ein Strafverfahren gegen den Anzeigeerstatter. Er wurde am 19. Mai 1949 vom Landgericht Magdeburg zu zwanzig Jahren Haft verurteilt. 1945 stieg die Einwohnerzahl durch Flüchtlinge und aus den deutschen Ostgebieten Vertriebene auf 200 Personen an. 
Nach dem Zweiten Weltkrieg wurde die Domäne und damit auch das Vorwerk enteignet. Die zum Vorwerk gehörenden Flächen wurden in 32 Parzellen aufgeteilt und an Neubauern vergeben. Für 14 Neubauern entstanden in den Jahren 1948/1950 Gebäude. Im Jahr 1952 legt man durch Gehölzpflanzungen Windschutzstreifen an, wobei propagandistisch betont wurde, dass dies nach sowjetischem Vorbild erfolge. 1953 entstanden zwei Aschegruben und die Straßenbeleuchtung wurde um zwei Laternen ergänzt, für mehr reichte das Material nicht. Ein auf dem Hof des Inspektorenhauses geplanter Kinderspielplatz entstand zunächst noch nicht.
Im Zuge der Kollektivierung der Landwirtschaft in der DDR entstanden auch in Buch LPGs. Am 23. Januar 1955 gründeten 13 Mitglieder aus 5 Betrieben mit insgesamt 30,4 Hektar die LPG Typ I „Gute Hoffnung“. Die Verwaltung der LPG zog in das alte Schulgebäude. Dort wurde auch ein Fernsehraum eingerichtet. Am 1. Mai 1957 wurde die LPG „Gute Hoffnung“ Typ III mit 20 Mitgliedern aus 10 Betrieben mit 95 Hektar gegründet. Später erfolgte die Fusion zur LPG Typ III „Friedrich Engels“ Wanzleben.
Das alte Inspektorenhaus wurde zur Konsum-Verkaufsstelle ausgebaut. Auch eine Gaststätte mit Saal und Biergarten sowie die Feuerwehr wurde dort eingerichtet. Die Freiwillige Feuerwehr Buch bestand noch bis 1980. Ein Kindergarten war zunächst in der Schnitterkaserne, Ladenstraße 1, untergebracht und wurde später in die Dorfstraße 7 und 8 verlegt. Das Rote Kreuz richtete in der Schnitterkaserne einen Behandlungsraum ein.
Aus dem Jahr 1959 ist eine Federzeichnung des Bördemalers August Bratfisch erhalten, die Buch und die nähere Umgebung darstellt. Im Zeitraum 1967/1969 errichtete man einen Rinderoffenstall. Der auf dem Hof des Vorwerks bis dahin noch befindliche Dorfteich wurde zugeschüttet und machte einem Miststapel Platz. In den Jahren 1973/1975 wurde um den Ort eine Feldhecke gepflanzt.
Im Zeitraum 1980/1982 wurde das alte Schulgebäude abgerissen, um an dessen Stelle eine Buswendeplatz einzurichten. Der Abriss traf in der Bevölkerung auf Kritik. In dieser Zeit wurde auch ein Kinderspielplatz errichtet.
Nach der politischen Wende des Jahres 1989 wurde 1990 die LPG aufgelöst. Zwei Wiedereinrichter, Enkel des letzten Amtsrates der Domäne, Kühne, gründeten einen neuen landwirtschaftlichen Betrieb, der von einem Urenkel Kühnes bewirtschaftet wird. Der alte Vorwerk-Pferdestall wurde zum Wohnhaus, der Schafstall zur Maschinenhalle.
Die Straßenbeleuchtung wurde im Jahr 2000 erneuert. Im gleichen Jahr entstand auch eine neue Bushaltestelle. Die Kopfsteinpflasterstraße von Wanzleben erhielt eine Asphaltdecke. Im Jahr 2002 wurden in Buch 27 Wohngebäude mit insgesamt 24 Haushalten gezählt, wobei vier Gebäude aus der Zeit vor dem Jahr 1900 stammten. Die Einwohnerzahl stieg von 64 im Jahr 1995 auf 78 im Jahr 2000 und 87 im Jahr 2005. Es entstanden auch einige Eigenheimhäuser. 2009 wurde die Wendestelle des Busses gepflastert und eine neue Wartehalle gebaut. Die Schnitterkaserne wurde zum Wohnhaus umgebaut und dabei das obere Geschoss abgetragen.